# Timbang (Leksono)
Timbang is een bestuurslaag in het regentschap Wonosobo van de provincie Midden-Java, Indonesië. Timbang telt 2515 inwoners (volkstelling 2010).